# باروخ بن الصراف
باروخ بن الصراف (بالإسبانية: Baruj Benacerraf) (29 أكتوبر 1920 - 2 أغسطس 2011) عالم مناعة أمريكي فنزويلي من أصل يهودي مغربي، حائز على جائزة نوبل في الطب أو علم وظائف الأعضاء عام 1980 من أجل «إكتشاف جينات معقد التوافق النسيجي الكبير» وهي جزيئات ترميز على سطح الخلية مهمة لتمييز الجهاز المناعي بين «الذات والاذات». وهو شقيق الفيلسوف بول بن الصراف.
ولد في كاراكاس من والد يهود مغربي ووالدة يهودية من أصول جزائرية. كان والده، الذي ولد في تطوان بالمغرب، يتاجر بالنسيج، بينما كانت والدته، المولودة في الجزائر، ربة منزل،  وهاجر مع أسرته سنة 1925 إلى فرنسا وهو في الخامسة من العمر، فنشأ في باريس. وانتقل في شبابه إلى نيويورك لدراسـة الطب. توصل في أبحاثه مع زملاؤه إلى أن مدى توافق الأنسجة في زرع الأعضاء يعود لأسباب جينية. وبفضل هذه الأبحاث فإنه قبل إجراء أي عملية زرع لابد من تحديد أولا مدى توافق المريض مع أنسجة الشخص المتبرع.

## نشأته وتعليمه
في عام 1940، درس بن الصراف في الثانوية الفرنسية في نيويورك حيث حصل على البكالوريا (مؤهل أكاديمي يحصل عليه الطلاب الفرنسيون بعد الدراسة في المدرسة الثانوية وهي شهادة ضرورية لبدء الدراسة الجامعية). في عام 1942 حصل على بكالوريوس العلوم في كلية الدراسات العامة بجامعة كولومبيا. ثم حصل على شهادة دكتور في الطب من كلية الطب في فيرجينيا، وهي الكلية الوحيدة التي قُبل فيها للدراسة بسبب خلفيته اليهودية. بعد فترة وجيزة من التحاق بن الصراف بكلية الطب، أصبح مواطنًا أمريكيًا متجنسًا.
من سيرته الذاتية عن جائزة نوبل: «بحلول ذلك الوقت، اخترت دراسة علم الأحياء والطب، بدلًا من الانخراط في أعمال العائلة كما رغب والدي. لم أكن مدركًا أن القبول في كلية الطب مهمةٌ صعبةٌ على شخص بخلفية إثنية وأجنبية في الولايات المتحدة عام 1942. مع أن سجلي الأكاديمي في كولومبيا كان ممتازًا، رُفض قبولي في العديد من كليات الطب التي تقدّمت إليها، وكان من المستحيل دراسة الطب لولا لطف جورج بيكمان ودعمه -والد أحد أصدقائي المقربين- الذي كان آنذاك مساعدًا لرئيس كلية الطب في فيرجينيا في ريتشموند. بعد اطّلاع السيد بيكمان على الصعوبات التي واجهتني، رتّب لي مقابلة لأحد مقعدين متبقيين في دفعة المستجدّين».

## مسيرته المهنية
بعد الخدمة في الجيش الأمريكي في فترة تدريبه الطبي (1945-1948)، والعمل في المستشفى العسكري في نانسي بفرنسا، أصبح باحثًا في كلية الأطباء والجراحين في جامعة كولومبيا (1948-1950). أجرى أبحاثًا في باريس (1950-1956)، ثم انتقل إلى جامعة نيويورك (1956-1968)، ومنها إلى معاهد الصحة الوطنية (1968-1970)، ثم انضم إلى كلية الطب بجامعة هارفارد في بوسطن (1970-1991) حيث تولى منصب أستاذية فابيان لعلم الأمراض المقارن، بالتزامن مع عمله في معهد دانا-فاربر للسرطان (1980). بدأ دراسة الحساسية في عام 1948، واكتشف جينات الاستجابة المناعية التي تتحكم برفض الطعم في الستينيات من القرن العشرين. من ضمن مجموعة متنوعة من الطبعات المختلفة، يُعدّ بن الصراف مؤلفًا لأكثر من 300 كتاب ومقال.
في جامعة كولومبيا، بدأ بن الصراف بحثه في علم المناعة مع إلفين كابات. أمضى عامين هناك يعمل على آليات فرط التحسس التجريبية. ثم انتقل إلى باريس بسبب قضايا عائلية وقبل منصبًا في مختبر برنارد هالبيرن في مشفى بروسي حيث كوّن أيضًا علاقة وثيقة مع عالم إيطالي شاب، غويدو بيوتسي. عمل مدة ست سنوات على وظيفة الشبكية البطانية فيما يتعلق بالمناعة. وظيفة الشبكية البطانية هي إنتاج خلايا الدم البيضاء داخل النسيج الحاجز. في أثناء وجودهما هناك اكتشفا تقنيات لدراسة إزالة الجسيمات من الدم بواسطة الجملة الشبكية البطانية، ووضعا المعادلات التي تتحكم بهذه العملية في الثدييات. بعد ست سنوات عاد باروخ إلى الولايات المتحدة لأنه لم يستطع إنشاء مختبره المستقل في فرنسا. في الولايات المتحدة طوّر مختبره الخاص في مدينة نيويورك وعاد لدراسة فرط التحسس. عمل باروخ في نيويورك مع العديد من اختصاصيي المناعة في مجالات مختلفة لفرط التحسس. بعد العمل في مختبره في نيويورك، حوّل باروخ اهتمامه نحو تدريب العلماء الجدد. في هذا الإطار الزمني أيضًا، اتخذ باروخ قرارًا بتكريس نفسه لنشاطاته المختبرية بدلًا من أعمال العائلة. في هذا الوقت، اكتشف باروخ أيضًا ما سيوصله إلى الفوز بجائزة نوبل. لاحظ أنه عند حقن المستضدات (مادة تثير استجابة في الجهاز المناعي) في الحيوانات ذات الوراثة المتماثلة، ظهرت مجموعتان: المستجيبة وغير المستجيبة. ثم أجرى المزيد من الدراسة ووجد أن الجينات الجسدية السائدة، التي يُطلَق عليها جينات الاستجابة المناعية، تحدّد الاستجابة لبعض المستضدات. ستساعد هذه العملية المعقدة على فهم كيفية تحديد هذه الجينات للاستجابات المناعية.
ما يزال اكتشافه صحيحًا، واكتُشف المزيد خلال القرن الماضي. اكتُشف أكثر من 30 جينًا في مركب جيني يسمى معقد التوافق النسيجي الكبير. يُعدّ معقد التوافق النسيجي جزءًا معقدًا في الحمض النووي يتحكم بالاستجابة المناعية. أدى هذا البحث أيضًا إلى توضيح أمراض المناعة الذاتية مثل التصلب المتعدد والتهاب المفاصل الروماتويدي.

## وصلات خارجية
- باروخ بن الصراف على موقع الموسوعة البريطانية (الإنجليزية)
- باروخ بن الصراف على موقع مونزينجر (الألمانية)
- باروخ بن الصراف على موقع إن إن دي بي (الإنجليزية)